# Let 3
Let 3 je moderní rocková kapela z chorvatské Rijeky, která vznikla v roce 1987. Frontmany kapely jsou Damir „Mrle“ Martinović (* 15. července 1961) a Zoran „Prlja“ Prodanović (* 18. prosince 1964). Skupina je známá svým originálním přístupem k rockové hudbě a svými obscénními živými vystoupeními. Jejich písně často obsahují provokativní a vulgární texty.

## Historie

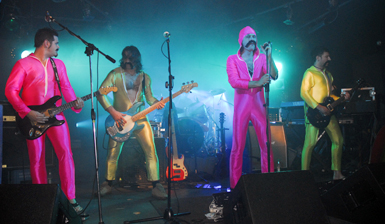
Let 3 v roce 2007

Kapela vznikla v Rijece koncem 80. let 20. století. Brzy si získala pozornost pro svá bezprecedentní, kontroverzní a někdy i obscénní vystoupení. Členové kapely vyjádřili podporu liberálním věcem, jako jsou práva žen, a vymezili se proti konzervativní politice a katolické církvi.

### 1997–2000:NečuvenoaJedina
V roce 1997 skupina vydala své páté album s názvem Nečuveno (v překladu Pobuřující či Neslýchané). Album bylo vydáno na CD, které ale bylo prázdné. Přesto se podařilo prodat 350 kopií. Další album s názvem Jedina bylo naopak vydáno pouze na jednom CD, kapela odmítala pořizovat další a kopie prodávat. Nahrávací společnost ale album nakonec samovolně vydala, načež skupina jako formu protestu proti tomuto kroku zinscenovala svou sebevraždu zastřelením na náměstí bána Jelačiće v Záhřebu.
Na konci roku 2000 kapela odhalila čtyřmetrovou bronzovou sochu s názvem Babin kurac (v překladu babiččin penis) zobrazující ženu s knírem a metr dlouhým falusem. Socha byla vystavena v mnoha městech po celém Chorvatsku.

### 2001–2010:Bombardiranje Srbije i Čačkaa kontroverze
V roce 2005 kapela vydala píseň „Rado ide Srbin u vojnike (Pička)“ (v překladu „Srb rád narukuje do armády (Kunda)“, která odkazuje na srbskou vlasteneckou píseň „Rado ide Srbin u vojnike“. Ve videoklipu k této písni byli komparzisté oblečeni v srbských a albánských národních krojích a masturbovali. Píseň se objevila na studiovém albu Bombardiranje Srbije i Čačka, které paroduje balkánský machismus a militarismus. Kapela k tomu uvedla: „Chtěli jsme vytvořit album toho, čeho se zde lidé nejvíce bojí, jmenovitě rolnictva… a pornografie“.
V prosinci 2006 dostala skupina pokutu za jejich nahé vystoupení na koncertě pod širým nebem ve Varaždinu. U soudu neuspěla jejich obhajoba, podle které členové kapely nebyli zcela nazí, jelikož měli v řitních otvorech zátky. Soud je uznal vinnými a každému udělil pokutu 350 kun. 14. prosince 2008 byl předčasně ukončen přímý přenos talk show Nedjeljom u dva poté, co dva členové kapely kapely simulovali vystřelení korku z konečníku.

### 2023:Doraa Eurovision Song Contest
9. prosince 2022 bylo oznámeno, že kapela bude s písní „Mama ŠČ!“ jedním z 18 účastníků festivalu Dora. Na pódiu kapelu doprovodil umělec Žanil Tataj Žak jako postava Njinle (v překladu Lenin). Soutěž vyhráli 11. února 2023 s celkovým počtem 279 bodů a zajistili si tak právo reprezentovat Chorvatsko na Eurovision Song Contest v Liverpoolu a probojovala se do velkého finále.

## Členové kapely

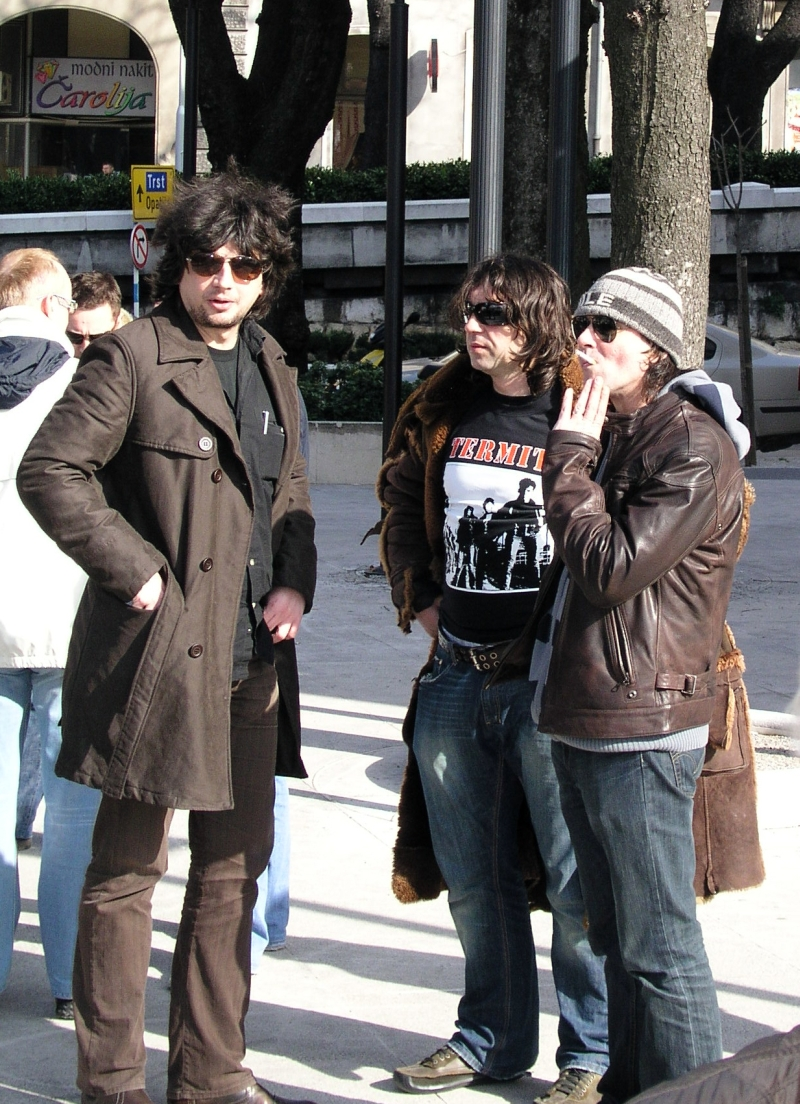
Mrle (uprostřed) a Prlja (vpravo) v Rijece v roce 2008

### Současní členové
- Damir Martinović (Mrle) – basová kytara, efekty, zpěv
- Zoran Prodanović (Prlja) – zpěv
- Ivan Bojčić (Bin) – bicí
- Dražen Baljak (Baljak) – kytara, mandolína
- Matej Zec (Knki) – kytara, doprovod

### Bývalí členové
- Branko Kovačić (Husta) – bicí, perkusní nástroje
- Kornelije Đuras (Korni) – klávesy
- Ivan Šarar (Faf) – klávesy, programování
- Ivica Dražić (Miki) – kytara, zpěv
- Nenad Tubin – bicí, zpěv
- Igor Perović (Gigi) – kytara
- Zoran Klasić (Klas) – kytara, zpěv
- Orijen Modrusan – kytara
- Alen Tibljaš – bicí
- Marko Bradaschia – bicí
- Dean Benzia – bicí
- Siniša Banović – bicí
- Ljubomir Silić – basová kytara
- Raoul Varljen – klávesy

## Diskografie

### Studiová alba
- 1989 – Two Dogs Fuckin'
- 1991 – El Desperado
- 1994 – Peace
- 1996 – Živi kurac (v překladu Živé péro)
- 1997 – Nečuveno (v překladu Pobuřující či Neslýchané)
- 2000 – Jedina
- 2005 – Bombardiranje Srbije i Čačka (v překladu Bombardování Srbska a Čačaku)
- 2008 – Živa pička (v překladu Živá kunda)
- 2013 – Kurcem do vjera / Thank You, Lord (v překladu Přes péro k víře/ Děkuji, Pane)
- 2016 – Angela Merkel sere